# Bistrica (gmina Crna Trava)
Bistrica (cyr. Бистрица) – wieś w Serbii, w okręgu jablanickim, w gminie Crna Trava. W 2011 roku liczyła 2 mieszkańców.